# Windham (Connecticut)
Windham ist eine Town im Windham County im US-Bundesstaat Connecticut, Vereinigte Staaten, mit 23.100 Einwohnern (Stand: 2004). Das Gebiet von Windham hat eine Größe von 72,3 km². Es besteht aus der Stadt Willimantic und den drei Dörfern North Windham, Windham Center und South Windham.

## Geographie
In Windham fließen Willimantic River und Natchaug River zusammen und bilden den Shetucket River. Das Land ist recht hügelig, die höchste Erhebung ist der Obwebetuck Hill mit 201,5 m und der niedrigste Punkt liegt bei ungefähr 33 m im Tal des Shetucket River.

### Nachbargemeinden
| Coventry (Tolland County)   | Mansfield (Tolland County)                  | Chaplin  |
| Columbia (Tolland County)   | Kompassrose, die auf Nachbargemeinden zeigt | Scotland |
| Lebanon (New London County) | Franklin (New London County)                |          |

## Töchter und Söhne der Stadt
- Eliphalet Dyer (1721–1807), Politiker
- Benjamin Hanks (1755–1824), erster Hersteller von Bronzekanonen und Glocken in den Vereinigten Staaten
- William Hebard (1800–1875), Jurist und Politiker
- Samuel Huntington (1731–1796), Gründervater der Vereinigten Staaten
- Gardiner Means (1896–1988), Wirtschaftswissenschaftler
- Eleazar Wheelock (1711–1779), Gemeindepfarrer